# یهودا بائر
یهودا بائر (به عبری: יהודה באואר) (۶ آوریل ۱۹۲۶ – ۱۸ اکتبر ۲۰۲۴) تاریخ‌نگار، نویسنده و استاد دانشگاه اهل اسرائیل و متخصص در زمینه هولوکاست بود. او استاد مطالعات هولوکاست در مؤسسه یهودی معاصر آوراهام هارمان در دانشگاه عبری اورشلیم بوده‌است.
وی برندهٔ جوایزی همچون جایزه اسرائیل شده‌است.

## زندگی‌نامه
یهودا بائر در شهر پراگ در چکسلواکی به دنیا آمد. پدر او که از پشتیبانان سرسخت صهیونیسم بود در سالهای ۱۹۳۰ تلاش کرد تا با به دست آوردن پول اقدام به مهاجرت به فلسطین تحت قیمومیت بریتانیا کند. خانوادهٔ بائر در ۱۵ مارس ۱۹۳۹ به آنجا مهاجرت کردند.
یهودا در حیفا درسس خواند و برای ادامه تحصیل به رشته تاریخ رفت. در هنگام تحصیل در دبیرستان، بائر به گروه پالماخ، از گروه‌های شبه‌نظامی صهیونیست هاگنه پیوست. او کمک هزینه تحصیلی از بریتانیا دریافت کرد تا در دانشگاه کاردیف در ولز به تحصیل بپردازد. او تحصیلات خود را برای پیوستن به ارتش اسرائیل در جنگ خود با عرب‌ها در ۱۹۴۸ به صورت موقت تعطیل کرد و پس از آن دوباره به کاردیف برگشت تا مدرک خود را دریافت کند.
او سپس دوباره به اسرائیل بازگشت و مطالعاتش را در دانشگاه عبری اورشلیم پیش برد؛ جایی که در آن دکترای خود را در ۱۹۶۰ با پایان‌نامه ای مربوط به قیمومت بریتانیا بر فلسطین به پایان رساند. در سال‌های پس از آن، او در مؤسسه یهودی معاصر آوراهام هارمان در همان دانشگاه ادامه داد. او در کمیته مرکزی حزب مارکسیست–صهیونیست ماپام حضور داشته‌است، همچنین استاد مدعو در دانشگاه‌های برندایس، ییل، و کالج ریچارد استاکتون در دانشگاه کلارک بوده‌است.
او از جمله بنیان‌گذاران و ویراستاران «مجله مطالعات هولوکاست و نسل‌کشی» و نیز اعضای هیئت ویراستاری دانشنامهٔ هولوکاست که توسط یاد واشم در ۱۹۹۰ چاپ شد، بود.